# Magda Hoppstock-Huth
Magdalene „Magda“ Hoppstock-Huth (geborene Huth; * 3. September 1881 in Hamburg; † 24. April 1959 ebenda) war eine deutsche Politikerin der SPD und Mitglied der Hamburgischen Bürgerschaft.

## Leben und Politik bis 1945
Magda Hoppstock-Huth war Lehrerin und kam aus einer alten hanseatischen Kaufmannsfamilie. Sie wurde schon als Kind im Sinne der Völkerfreundschaft erzogen. Sie studierte nach der Ausbildung zur Lehrerin Englisch und Französisch im Ausland. Sie heiratete und bekam zwei Kinder. Aus diesem Grund musste sie ihre Tätigkeit als Lehrerin aufgeben.
Sie schloss sich aufgrund des Verlustes zweier Brüder im Ersten Weltkrieg der Vereinigung „Frauenausschuß für dauernden Frieden“ an. Diese Vereinigung wandelte sich im Juni 1919 zur Internationalen Frauenliga für Frieden und Freiheit (IFFF). Hoppstock-Huth war Gründungsmitglied und langjährige Vorsitzender der Liga in Hamburg. Von 1925 bis 1933 war sie Mitglied der Leitung und von 1945 bis 1959 Präsidentin der IFFF.
1934 musste Hoppstock-Huth wegen des nationalsozialistischen Regimes emigrieren. Sie ging nach England ins Exil. Sie begann, aktiv mit anderen im Exil lebenden Mitgliedern der IFFF gegen die Faschisten zu arbeiten. 1939 musste sie aus familiären Gründen nach Deutschland zurückkehren. Im Mai 1944 wurde sie von den Nationalsozialisten verhaftet und des Hochverrates angeklagt. Ein Jahr später, im Mai 1945, wurde sie von den britischen Truppen aus dem Gefängnis Hamburg-Fuhlsbüttel (auch Kola-Fu genannt) befreit und entkam der Todesstrafe.

## Leben und Politik ab 1945

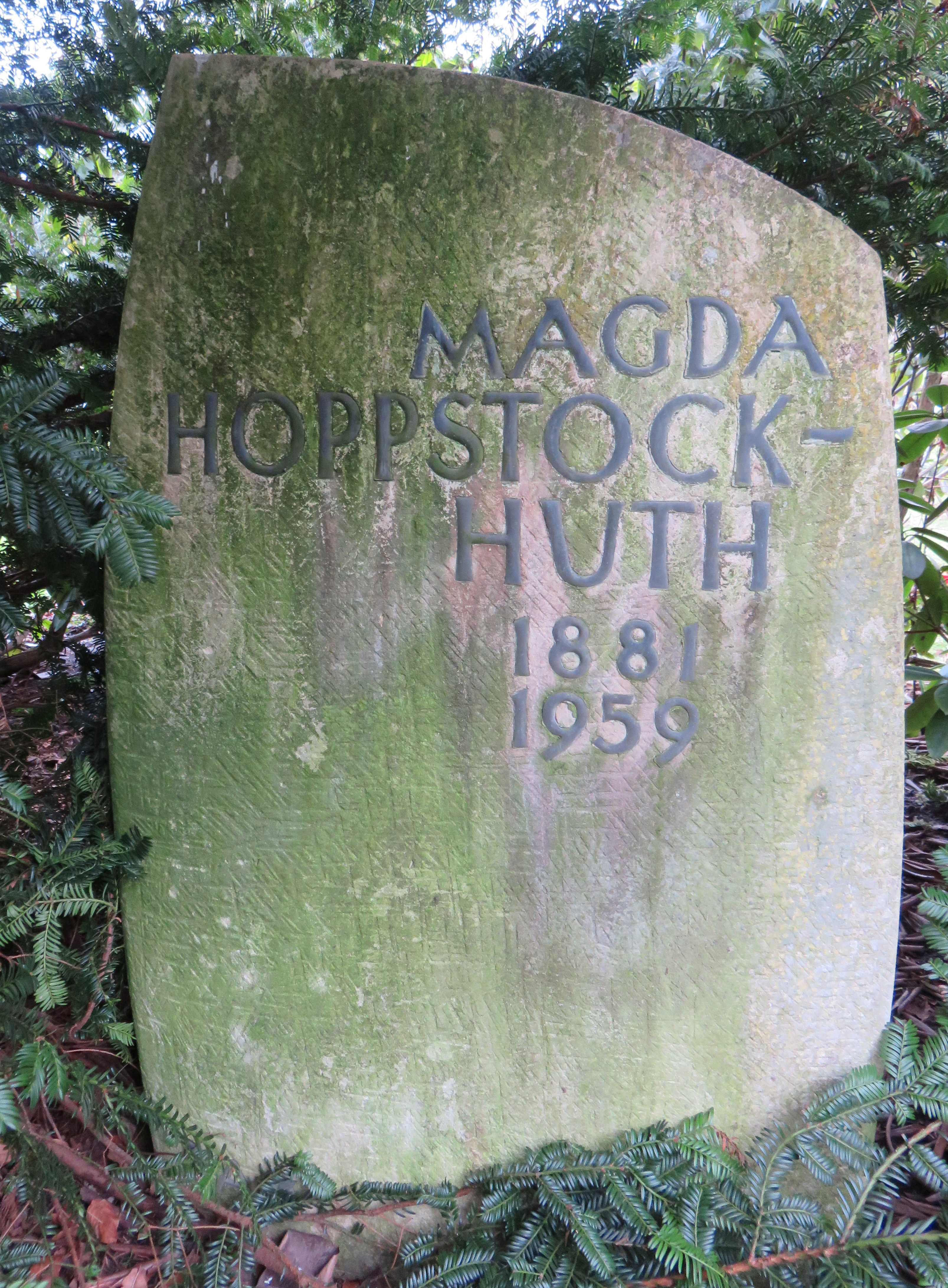
Grabstein Magda Hoppstock-Huth auf dem Friedhof Ohlsdorf

Hoppstock-Huth wurde vom englischen Stadtkommandanten für Hamburg, dem General Armitage, in die „Ernannte Bürgerschaft“ berufen. Sie sollte dort als Neugründerin der IFFF die Interessen der Frauen vertreten. Von Februar bis zum Juni 1946 gehörte sie der Fraktion der Parteilosen an. Ab Sommer 1946 wechselte sie zur SPD-Fraktion und wurde zudem Parteimitglied. In der ersten freien Wahl nach dem Krieg im Oktober 1946 wurde sie als SPD-Abgeordnete wieder in die Bürgerschaft gewählt.
Sie war in der Nachkriegszeit neben den Aufgaben beim IFFF auch Mitbegründerin des „Hamburger Frauenringes e. V.“ (unter anderem mit Frieda Roß) und Mitglied im Vorstand des „Frauenausschuß e. V.“. Sie reiste 1956 als Frauendelegierte auf Einladung des Antifaschistischen Frauenkomitees nach Moskau.
Magda Hoppstock-Huth fand ihre letzte Ruhe auf dem Hamburger Friedhof Ohlsdorfim Planquadrat L 32 südlich von Kapelle 10.